# Kleingeschaidt
Kleingeschaidt is een plaats in de Duitse gemeente Heroldsberg, deelstaat Beieren, en telt 250 inwoners (2008).